# Ingeborg Cornelius
Ingeborg Cornelius (* 4. Januar 1930 in Wien; † 25. September 2023 in München) war eine österreichische Schauspielerin.

## Leben und Karriere
Sie erhielt ihre schauspielerische Ausbildung von 1945 bis 1948 am Max-Reinhardt-Seminar in Wien. Ihr Debüt gab sie 1948 als Marie Clementine in dem Stück Hofdamenkomödie von Bruno Schuppler am Landestheater Linz. Zu ihren Rollen gehörten in Linz Julia in Romeo und Julia, Gretchen in Faust I, Hero in Grillparzers Des Meeres und der Liebe Wellen, Pützchen in Des Teufels General, Sheila in Ein Inspektor kommt und Inken Peters in Vor Sonnenuntergang.
Von 1950 bis 1951 spielte sie am Schauspielhaus Zürich, wo sie Geneviève in Siegfried von Jean Giraudoux und Luise in Kabale und Liebe verkörperte. Von 1951 bis 1952 war sie an den Vereinigten Bühnen Graz tätig. Gastspiele führten sie nach München und Stuttgart. Weitere Rollen waren Isabella in Maß für Maß und Jessica in Sartres Schmutzige Hände.
Der deutsche Produzent Peter Ostermayr entdeckte Cornelius 1950 für den Film und gab ihr in den nächsten Jahren Hauptrollen in seinen Adaptionen der Romane von Ludwig Ganghofer. Unter anderem übernahm sie die Titelfigur in Die schöne Tölzerin. Sie war ab 1952 mit dem österreichischen Schauspieler Erich Scholz verheiratet. Die Schauspielerin lebte zuletzt im Altenheim Augustinus im Münchener Norden unter dem Namen Ingeborg Scholz.

## Filmografie
- 1950: Der Geigenmacher von Mittenwald
- 1951: Die Alm an der Grenze
- 1951: Die Martinsklause
- 1952: Die schöne Tölzerin
- 1952: Der Herrgottschnitzer von Ammergau
- 1954: Wenn du noch eine Mutter hast (Das Licht der Liebe)
- 1955: Der doppelte Ehemann
- 1956: Wo der Wildbach rauscht
- 1957: Heiraten verboten